# زبان‌های زازا-گورانی
زازا-گورانی زیرشاخه‌ای از زبان‌های ایرانی شمال غربی است.
زازا-گورانی به عنوان زیرشاخه‌ای مستقل از زبان‌های ایرانی شمال غربی دسته‌بندی شده‌است، اما نزدیکی‌هایی میان این زبان‌ها با زبان‌های حاشیه دریای خزر که زیرشاخۀ دیگر زبان‌های ایرانی شمال غربی هستند مشاهده شده‌است.
دانشنامه اتنولوگ از چند زبان در این شاخه نام می‌برد: گورانی، باجلانی، شبکی، سارلی، هورامی و زازاکی.
زازاکی ها امروزه در میانه‌های آناتولی و گورانی‌ها و هورامی ها و بقیه در استان کرمانشاه ایران و مناطق کردنشین عراق همجوار با هم نژاد ایرانی خود (قوم کرد) ساکن اند.
کردها مایل اند که زبان زازا-گورانی را گویش و زبانی از زبان‌های کردی بشمارند.
ولی تفاوت‌های زبان‌های زازا-گورانی و زبان‌های کردی از لحاظ ساختار دستور زبان بسیار زیاد است و بنابراین با هیچ استاندارد زبان شناختی نمی‌توان زازا-گورانی را به عنوان گویشی کردی طبقه‌بندی کرد ولی از لحاظ ساختار واژه و فرهنگ واژه به تاثیرات کردی و زازا-گورانی بر هم با هم شباهت ها و نزدیکی های فراوانی دارند.

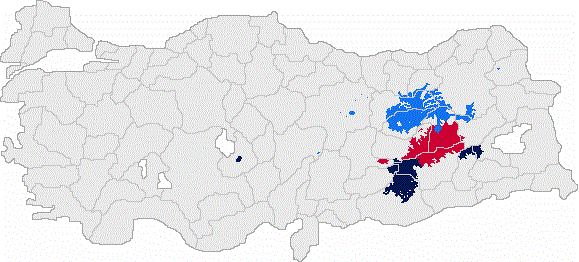
نقشه گویشوران زازاکی در آناتولی